# Soumaila Sidibé
Pour les articles homonymes, voir Sidibé.
Soumaila Sidibé est un footballeur malien né le 15 juin 1992 à Bamako, qui évolue au poste de milieu de terrain au AS Police

## Carrière

### Carrière de club
En janvier 2014, Sidibé signe un contrat de trois ans et demi avec le club algérien de Ligue professionnelle 1, le MO Béjaïa, devenant ainsi le premier joueur étranger de l'histoire du club.
Avec le MO Béjaïa, il remporte la Coupe d'Algérie en 2015, en étant titulaire lors de la finale. Il participe la saison suivante à la Ligue des champions d'Afrique.

### Carrière internationale
Sidibe est membre de l'équipe du Mali des moins de 20 ans lors de la Coupe du monde U-20 2011 organisée en Colombie. Lors de ce mondial, il joue trois matchs, avec pour résultats trois défaites.

## Palmarès
- Vainqueur de la Coupe d'Algérie en 2015 avec le MO Béjaïa